# Wild Pitch
Ein Wild Pitch (WP) ist eine Aktion im Baseball oder Softball, die in der Baseballstatistik aufgeführt und ausgewertet wird. Ein Wild Pitch wird dem Pitcher angelastet, wenn er einen Pitch so hoch, so tief oder so weit am Home Plate vorbei wirft, dass der Catcher den Ball mit normaler Anstrengung nicht unter Kontrolle bringen kann und dadurch einem oder mehreren Läufern das Vorrücken ermöglicht.
Das Gegenstück zum Wild Pitch ist der Passed Ball, der dem Catcher angelastet wird. Auf Passed Ball wird entschieden, wenn der Catcher einen mit normalem Aufwand fangbaren Pitch nicht fängt und dadurch einem oder mehreren Läufern das Vorrücken ermöglicht. Was als normaler Aufwand anzusehen ist, entscheidet allein der Official Scorer, allerdings eingeschränkt durch die Definition in Regel 2.00 des Baseballregelbuchs. Es handelt sich also um eine Tatsachenentscheidung des Official Scorers, die nicht anfechtbar ist. 
Ein Pitch, der vor Erreichen des Home Plate den Boden berührt, ist gemäß Regelbuch immer ein Wild Pitch. Im Zweifelsfall wird zugunsten des Catchers entschieden, also tendenziell eher auf Wild Pitch entschieden. Auch der Schlagmann (Batter) kann auf das Base gelangen, falls der Wild Pitch oder Passed Ball zum dritten Strike wird.
Meist passiert der Ball den Catcher, so dass dieser hinter dem Home Plate im Backstop landet und so den Läufern die Möglichkeit gegeben wird, auf das nächste Base zu gelangen. Häufig blockt der Catcher den Pitch auch einfach ab, hat aber anschließend Probleme, den Ball zügig wiederzufinden und aufzunehmen.
Ein Wild Pitch wird nur als solcher in die Statistik aufgenommen, wenn einer oder mehrere Läufer ein Base vorrücken können. Ein Wild Pitch wird in der Statistik nicht als Error verbucht.
Nolan Ryan führt die Statistik der Wild Pitches im modernen Baseballsport an. In 27 Jahren in der Major League Baseball warf er 277 Wild Pitches. Der ewige Rekord gehört Tony Mullane aus den frühen Baseballjahren. Der Spieler warf in der Zeit von 1881 bis 1894 insgesamt 343 Wild Pitches.
Die Spieler R. A. Dickey, Phil Niekro, Walter Johnson, und Kevin Gregg halten mit vier Wild Pitches gemeinsam den Rekord für die meisten WP in einem Inning.